# Kevatoinen
Kevatoinen är en sjö i kommunen Konnevesi i landskapet Mellersta Finland i Finland. Sjön ligger 101 meter över havet. Den är 14 meter djup. Arean är 77 hektar och strandlinjen är 9,4 kilometer lång. Sjön  ingår i Kymmene älvs huvudavrinningsområde.   Den ligger omkring 64 kilometer norr om Jyväskylä och omkring 300 kilometer norr om Helsingfors. 